# Scherzi da coniglio
Scherzi da coniglio (Hot Cross Bunny) è un film del 1948 diretto da Robert McKimson. È un cortometraggio d'animazione della serie Merrie Melodies, uscito negli Stati Uniti il 21 agosto 1948. Dal 1997 viene distribuito col titolo Un cervello di gallina.

## Trama
Nei laboratori sperimentali dell'ospedale Eureka, fondazione Paul Revere, uno scienziato è in procinto di invertire il cervello di una gallina con quello di un coniglio davanti alla sua équipe, quindi si assenta per andare a prendere il coniglio. Bugs Bunny è il coniglio sperimentale numero 46 dell'ospedale e, mentre mangia una carota, arriva nella stanza lo scienziato, che lo sottopone a una visita medica, dopodiché lo conduce davanti all'équipe e gli dice che lui è l'attrazione. Fraintendendo la cosa, Bugs si esibisce in diversi modi e ogni volta l'équipe rimane indifferente. Dopo essere stato stordito da una martellata in testa, Bugs apprende la verità e inizia a fuggire per tutto l'ospedale, seguito dallo scienziato. Alla fine l'uomo riesce a fermarlo con il gas esilarante e a mettergli in testa un elettrodo da elettroshock. Dopo che Bugs, la gallina e lo scienziato hanno l'elettrodo in testa, quest'ultimo avvia l'esperimento. A subire lo scambio di cervelli sono tuttavia la gallina e lo scienziato, avendo Bugs tranciato il cavo del suo elettrodo.

## Distribuzione

### Edizione italiana
Il corto fu doppiato dalla Mops Film nel 1979 per la trasmissione televisiva, con dialoghi a volte discostanti dagli originali. Nel 1997, per l'uscita in due VHS, fu eseguito un nuovo doppiaggio dalla Angriservices Edizioni, con dialoghi più corretti.

### Edizioni home video

#### VHS
- Le stelle di Space Jam: Bugs Bunny (marzo 1997)
- Il meglio delle stelle di Space Jam (marzo 1997)